# Sapucaí
Sapucaí – miasto w departamencie Paraguarí, w Paragwaju. Według danych na rok 2020 miasto zamieszkiwały 6872 osoby, a gęstość zaludnienia wyniosła 33,9 os./km².

## Demografia
Ludność historyczna:
| Rok                         | 2000 | 2005 | 2010 | 2015 | 2020 |
| --------------------------- | ---- | ---- | ---- | ---- | ---- |
| Ludność                     | 6386 | 6498 | 6607 | 6734 | 6872 |
| Gęstość zaludnienia os./km² | 31,5 | 32   | 32,5 | 33,2 | 33,9 |

Ludność według grup wiekowych na rok 2020:
| Wiek                                | 0–9 lat | 10–19 lat | 20–29 lat | 30–39 lat | 40–49 lat | 50–59 lat | 60–69 lat | 70–79 lat | 80+ lat |
| ----------------------------------- | ------- | --------- | --------- | --------- | --------- | --------- | --------- | --------- | ------- |
| Liczba osób w danej grupie wiekowej | 1211    | 1230      | 1185      | 1043      | 663       | 598       | 497       | 290       | 156     |

Struktura płci na rok 2020:
| Płeć                         | Mężczyźni | Kobiety |
| ---------------------------- | --------- | ------- |
| Liczba osób w danej płci     | 3567      | 3305    |
| Liczba osób w danej płci w % | 51,9      | 48,1    |

## Infrastruktura
Przez miasto przebiega Droga krajowa nr PY01 łączą Sapucaí ze stolicą departamentu Paraguarí oraz ze stolicą państwa – Asunción.